# 幽門螺桿菌
幽門螺旋桿菌又稱幽門螺桿菌，是革蘭氏陰性、微需氧、螺旋狀的細菌（螺旋菌），通常在胃中发现。幽門螺桿菌可于胃酸环境生存。它的螺旋形状被认为是为了穿透胃的黏液内壁从而建立感染而演化来的，可引起胃黏膜輕微的慢性發炎，甚或導致胃及十二指腸潰瘍，且证实与下列淋巴瘤相关：胃、食道、结肠、直肠或眼周组织的黏膜相关淋巴组织淋巴瘤（结外边缘区B细胞淋巴瘤）、胃淋巴组织的淋巴瘤（弥漫大B细胞淋巴瘤）。70%的胃癌都和幽门螺杆菌有关，其被世界卫生组织列为一类致癌物。

目前对幽門螺桿菌的傳播途徑尚未確認，且具有极其隐蔽的传染性。世界超過50%人口在消化系統上部带有幽門螺桿菌，但超過80%的帶原者无症状。感染較盛行於发展中国家，而西方國家受到的影響逐漸縮小。有人认为幽门螺杆菌的传染途径可能为口口或粪口传播，但这种传播方式一直缺乏证据支持，没有证据显示可以从感染者口腔和粪便中分离到活的具有感染力的幽门螺杆菌；另外，随着人们普遍卫生习惯和饮食习惯的改善，理论上上述传播途径导致幽门螺杆菌的传播应该大大下降，但目前幽门螺杆菌的自然感染率并没有呈现下降的趋势。

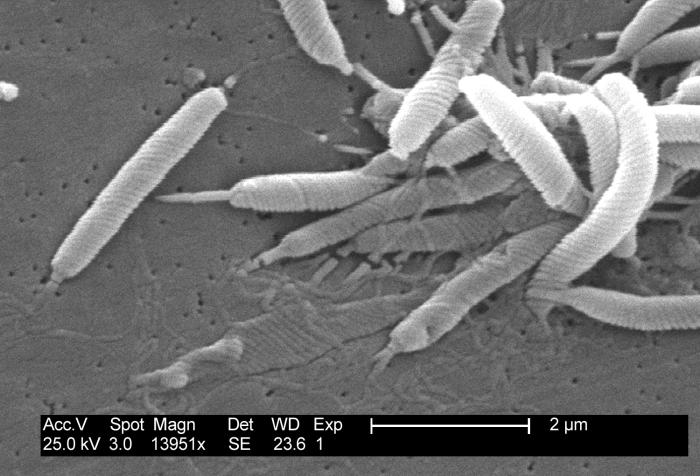
電子顯微鏡下的幽門螺桿菌

## 词源

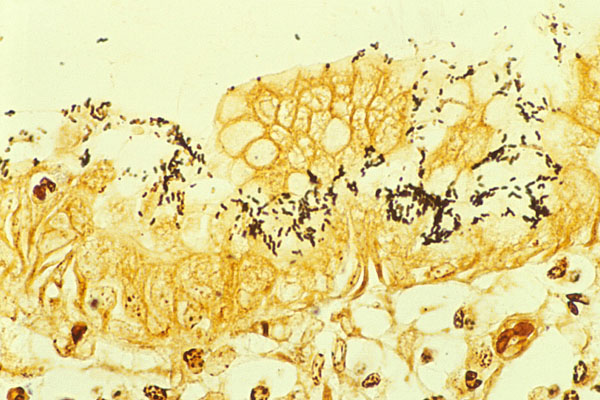
感染之胃粘膜上皮組織圖像（Warthin-Starry染色）

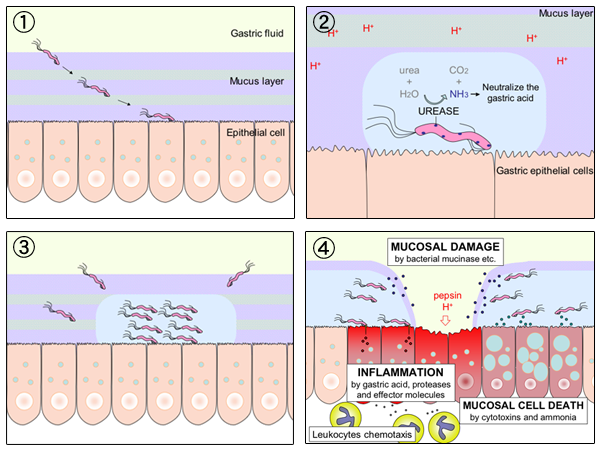
幽门螺杆菌對胃黏膜造成的傷害
① 胃内幽门螺杆菌的鞭毛在胃黏液層内部移動、並附著於上皮細胞的表面。 ② 尿素酶遇上黏液中的尿素而產生氨，中和了胃酸。 ③ 沒被胃酸殺死的幽门螺杆菌在黏液層進行增殖。此外，趨化因子將週圍的其他幽門螺桿菌引來。 ④ 幽门螺杆菌產生的各種分解酵素破壞了黏液層，讓失去黏膜保護的上皮細胞發炎（參考圖中央）。此外細菌分泌出的VacA等毒素（右）、透過IV型分泌装置注入上皮細胞的反應器（effector）分子（左）對上皮細胞產生傷害，讓發炎的症狀惡化。

幽门螺杆菌最初被命名為幽門彎曲菌（Campylobacter pyloridis），後為修正拉丁语语法錯誤而變為C. pylori。1989年，16S rRNA基因定序等研究顯示其並不屬於弯曲菌属，幽門螺桿菌便被獨立歸類至螺桿菌屬。螺桿菌屬（Helicobacter）源自古希臘的詞彙「hělix/」（意為螺旋或纏繞）。屬名加詞「pylōri」則是指「幽門的」或幽門閥（從胃部通往十二指腸的圓狀開口），源自古希臘詞彙，意為守門人。

## 症状
多于85%的幽门螺杆菌感染者不会出現任何症状或并发症。急性感染可能会引发带有胃痛或恶心的急性胃炎。由此引发的慢性胃炎，其症状（如果存在的话）等同于非溃疡性的消化道症状：口臭、胃痛、恶心、胃胀、打嗝、呕吐、黑色粪便等。
感染幽门螺杆菌者有10%到20%的风险发展为消化性溃疡，有1％到2%的风险发展为胃癌。幽门前厅（pyloric antrum）发炎很可能导致十二指肠溃疡，而胃部发炎可能会导致胃溃疡和胃癌。然而，幽门螺杆菌可能只导致常见的慢性炎症，也就是致癌的第一阶段起作用，在致癌的下一阶段并不起作用。2009年的一份元分析显示，持续携带幽门螺杆菌的患者获胃癌的相对风险增加是65%，就绝对风险而言，其从1.1%提高到1.7%。
幽门螺杆菌与大肠息肉和直肠癌有关；它也可能眼病有关联。

## 歷史

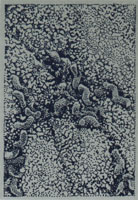
電子顯微鏡下 H. pylori

1875年，德國的科學家在人體的胃中發現一種螺旋細菌，但因無法在容器中培植，研究結果並沒有受到太大的重視。此后，全球各地的科学家和医生们都曾发现过抗生素对胃炎的治疗作用。
1982年，兩名來自澳大利亞的科學家，魯賓·華倫和巴利·馬歇爾再次發現該種細菌，一種呈S形或弧形彎曲的革蘭陰性桿菌，他們以人體的胃黏液來培植，並得出結論，認為人體的胃潰瘍、胃炎等疾病是因為該種細菌在胃部繁殖，而非人們長久認為的吃辛辣食品、壓力等造成的。1984年英國權威醫學雜誌《柳葉刀》刊載這項報告，全世界掀起了一股研究幽門螺桿菌的熱潮，有關螺桿菌的研究論文不計其數。但仍然有許多醫生不相信這個發現，馬歇爾的導師告訴他：“你的觀點是錯的。”為了證明致病機理，馬歇爾還曾喝下含有病菌的溶液，結果造成嚴重的胃潰瘍，後來又迅速治療成功。2005年，華倫和馬歇爾因此獲得諾貝爾生理學或醫學獎。
醫學界對該菌與胃部疾病關係的認知較為緩慢，他們一直認為沒有任何細菌能夠長時間在胃部強酸的環境下生存。及後經過更詳細的研究，包括馬歇爾曾喝下試管內的桿菌得到胃炎，並以抗生素治療，醫學界才開始改變對胃病的看法。美國國立衛生研究院提出大多數常見的胃炎疾病均由幽門螺桿菌所造成，在治療過程應加入抗生素。
在正確認識該細菌以前，胃潰瘍病人通常會以中和胃酸及減少分泌的藥物來治療，但經此方法治療後大多會復發。而胃炎患者則會服用鹼式柳酸鉍（即碱式水杨酸铋），這方法通常會見效，當時人們仍不知道其機制，後來才發現藥物中的柳酸鹽會殺死胃部的桿菌，可作為抗生素。現時，這類疾病會以抗生素來殺滅病菌。
幽門螺桿菌是胃内众多细菌中的一种，其他種的螺桿菌也於部分哺乳動物及鳥體內找到。
1994年，世界卫生组织（WHO）下属国际癌症研究机构确认幽门螺杆菌与胃癌发生密切相关，将胃幽门螺杆菌列為微生物型的致癌物質，使其成为首个被确认为可对人类致癌的原核生物，随后WHO又于2017年将幽門螺桿菌列为一类致癌物。
然而，到底幽門螺桿菌對人體是有益還是有害，引起了爭議。隨着醫學及衛生的長足發展，加上抗生素的廣泛使用，令這種菌在發達國家的人口中正在減退；與此同時，醫生發現雖然消滅了幽門螺桿菌令胃潰瘍及胃癌的個案不斷減少，但食道癌及各種與食道及胃酸倒流相關的疾病卻仍然不斷增加。

## 诊断
臨床檢驗幽門螺桿菌的方法常見有四種：
1. 檢測血液中幽門螺桿菌的抗體
2. 胃鏡取出胃黏液標本，檢驗活菌體
3. 口服含13C或14C的尿素，一段時間后呼氣檢驗含13C或14C的二氧化碳的濃度，因爲若存在幽門螺桿菌，尿素將被其特異的尿素酶分解為氨和二氧化碳，二氧化碳通過血液由肺呼出。
4. 檢測糞便中的幽門螺桿菌抗原

## 傳播
幽門螺桿菌有傳染性，但其確切的傳播途徑仍未知，最可能的途徑是通過口-口（親吻、口喂養）或粪口路径進行人傳人的傳播。通過隔離感染者的糞便、唾沫、牙菌斑等方式，病菌可以被隔離。有研究發現，相比唾沫，幽門螺桿菌更容易通過胃液傳播。
幽門螺桿菌也可以通過被污染的水源進行糞口傳播，因此一個衛生的環境可以降低傳播的風險。
根據流行病學的統計研究，發現胃幽門螺旋桿菌在人群中的感染率與社會經濟、家庭衛生環境、教育水準或者個人衛生習慣有極大的關係；換句話說，人口雜處、家庭衛生較差、教育水準較低或者個人飲食衛生習慣較差的地區，會有較高的胃幽門螺旋桿菌感染率。傳播主要發生在發達國家的家庭内，同時也在發展中國家的社區内發生。
台湾衛生福利部疾病管制署委託國立臺灣大學的研究報告估算，台灣成年人（大於20歲）在2019年幽門螺旋桿菌的年齡標準化盛行率為27.5%，近20年間台灣的幽門螺旋桿菌的盛行率減少，但幽門螺旋桿菌的抗藥性卻有上升的趨勢。香港中文大學研究團隊審閱近200份醫學文章及報告揭示，香港及鄰近地區包括中國內地、日本、南韓及台灣等，在2017年幽門螺旋桿菌感染率均超過50%。

## 預防
由於幽門螺桿菌是一些疾病（特別是癌症）的主要誘因，并且其抗藥性在持續增强，我們需要新的策略來預防或者清除幽門螺桿菌的感染。疫苗是控制病菌感染的重要方式，針對幽門螺桿菌的疫苗開發已有大量成果。研究者正在研究不同的輔助藥、抗原和各種免疫途徑，以探索最合適的免疫系統保護，然而，大多數研究在近些年才從動物轉向人體實驗。一些經濟評估證明了在嬰兒上使用疫苗以預防胃潰瘍和胃癌的方式是具有經濟效益的 。儘管幽門螺桿菌疫苗的概念得到一些驗證，直到2019年末，我們仍然沒有可用的幽門螺桿菌疫苗，僅有一隻疫苗正在進行一期臨床實驗，目前幽門螺桿菌疫苗的開發也仍然不是主要製藥公司的一個優先項。（中国曾有一个疫苗完成三期实验甚至拿到新药证书，但之后没有继续推广。）
很多研究嘗試通過在幽門螺桿菌感染的早期階段使用抗生素來根除幽門螺桿菌，以防止幽門螺桿菌相關疾病的發生。研究發現，當有效地從胃中根除幽門螺桿菌時，這種治療可以減輕與感染相關的炎症和一些組織病理學異常。然而，研究對這些治療是否能夠緩解幽門螺桿菌感染的更嚴重的組織病理學異常存在分歧，例如萎缩性胃炎和胃炎，這兩者都是胃腺癌的前兆。胃癌的預防能力也存在類似的分歧。2014年發表的一項元分析發現，這些方案似乎不能防止這種腺癌的發生。然而，隨後在中國和台灣對高危人群進行的兩項前瞻性隊列研究發現，根除該細菌可以顯著減少患病人數。這些結果與2016年在日本發表的一項回顧性隊列研究以及2016年發表的一項元分析一致，該元分析對患有不同程度疾病風險的人進行了24項研究。這些最新的研究表明，根除幽門螺桿菌感染可以降低所有基線風險水平的人患幽門螺桿菌相關胃腺癌的發病率。進一步的研究將需要澄清這個問題。研究一致認為，基於抗生素的方案有效地減少了异时性幽門螺桿菌相關胃腺癌的發生（异时性癌是指在原发癌切除后6个月或6个月以后复发的癌症。）。建議在切除幽門螺桿菌相關胃腺癌後使用基於抗生素的藥物方案，以減少其間歇性復發。

## 治療
一旦在一個消化性潰瘍人上檢測出幽門螺桿菌，正常的程序是根除它，並使潰瘍癒合。標準的一線治療是一個為期一周的“三聯療法”，用藥組成為氫離子幫浦抑制劑如奥美拉唑和抗生素克拉黴素和阿莫西林。三聯療法的各種變化已經發展了很多年，如使用不同的氫離子幫浦抑制劑，如泮托拉唑或雷贝拉唑，在對青黴素過敏的人或用甲硝唑替代阿莫西林。這已經徹底改變了消化性潰瘍的治療方法並使得疾病的治愈成為可能。過去唯一的選擇是單獨使用H2受体阻抗剂或氫離子幫浦抑制劑等抗酸劑控制潰瘍症狀。
越來越多的感染者被發現感染具有抗藥性的細菌。這將導致初期治療的失敗，而需要增加額外的幾輪抗生素治療或使用可替代的策略，如一個四聯療法，這增加一個鉍膠體，如次水杨酸铋。對克拉黴素抗藥性菌株的治療中，已建議使用左氧氟沙星作為治療的一部分。

## 外部連結
- 微生物免疫學-Helicobacter pylori(幽門螺旋桿菌) （页面存档备份，存于）
- .   [2008-09-26]. （原始内容存档于2009-10-01）.
- Graham DY (ed.).  (PDF). Blackwell Publishing. 2006  [2008-09-26]. （原始内容 (pdf)存档于2008-02-27）.